# Fritz Röll

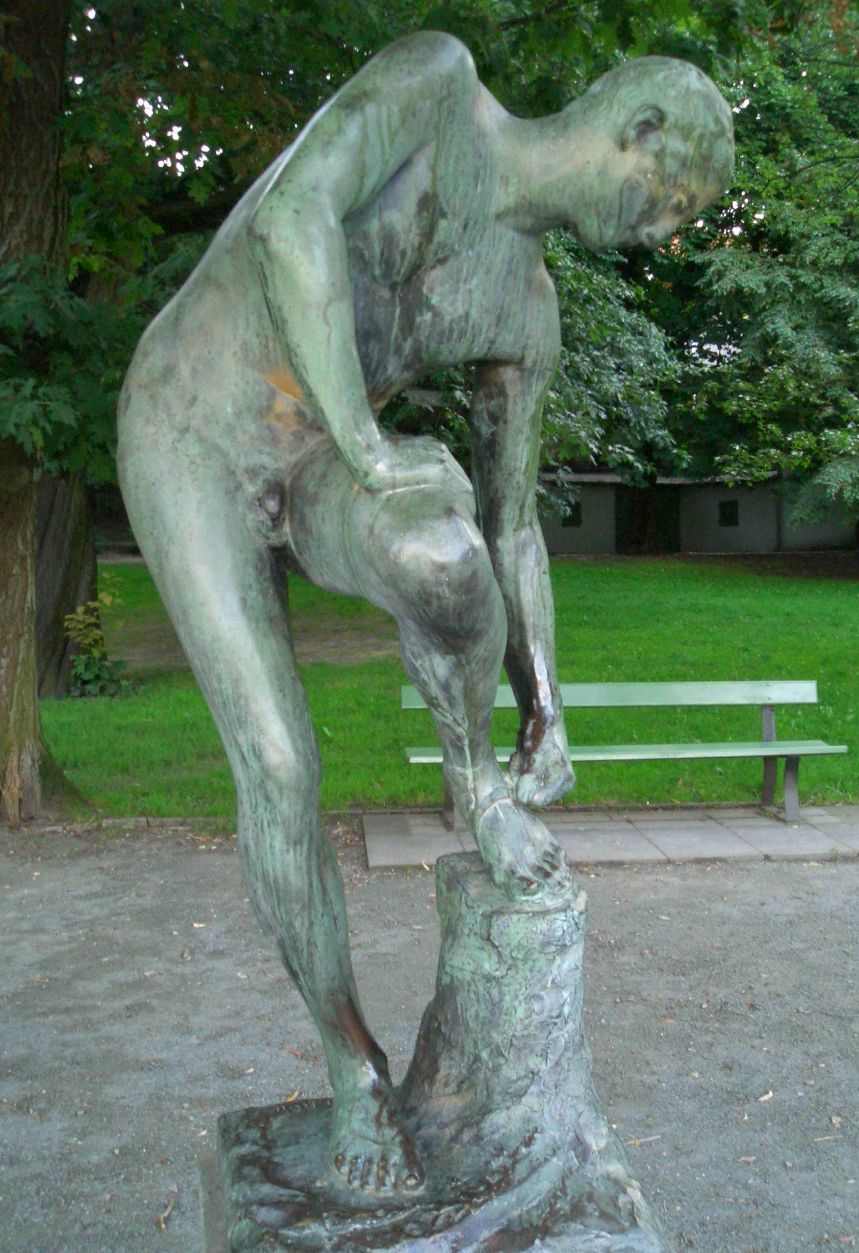
Sandalenbinder 1909, am Lietzensee

Fritz Röll (* 16. März 1879 in Kaltennordheim/Rhön; † 1. August 1956 ebenda) war ein deutscher Bildhauer.

## Leben und Werk

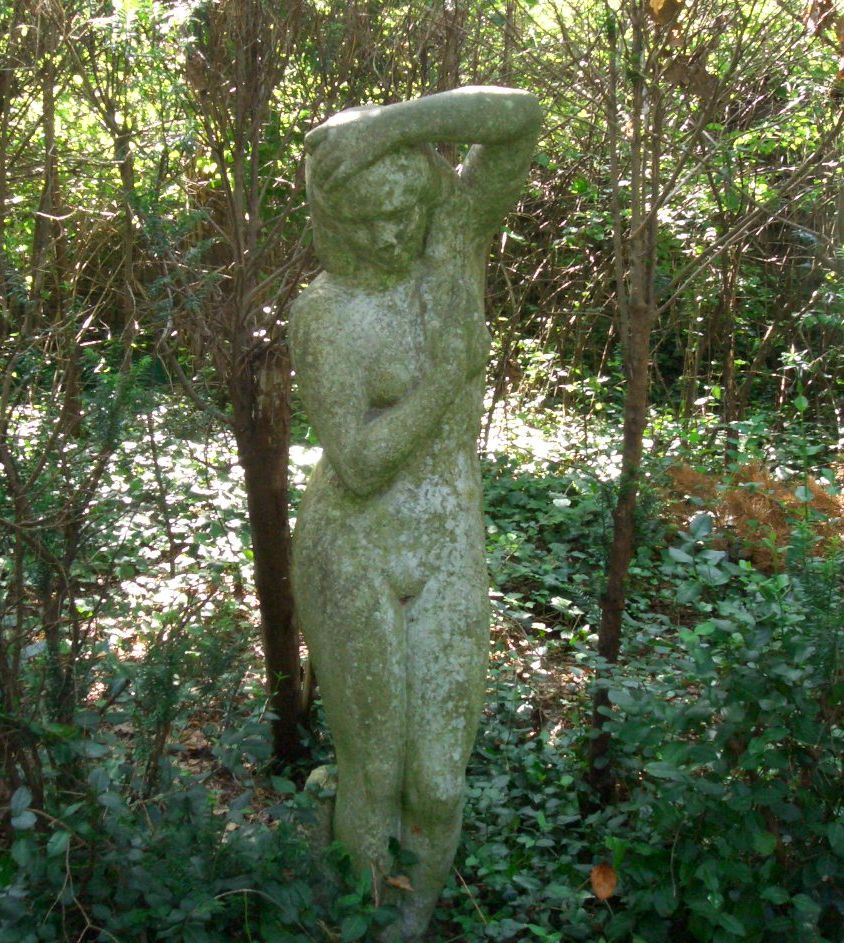
Steinmädchen 1913

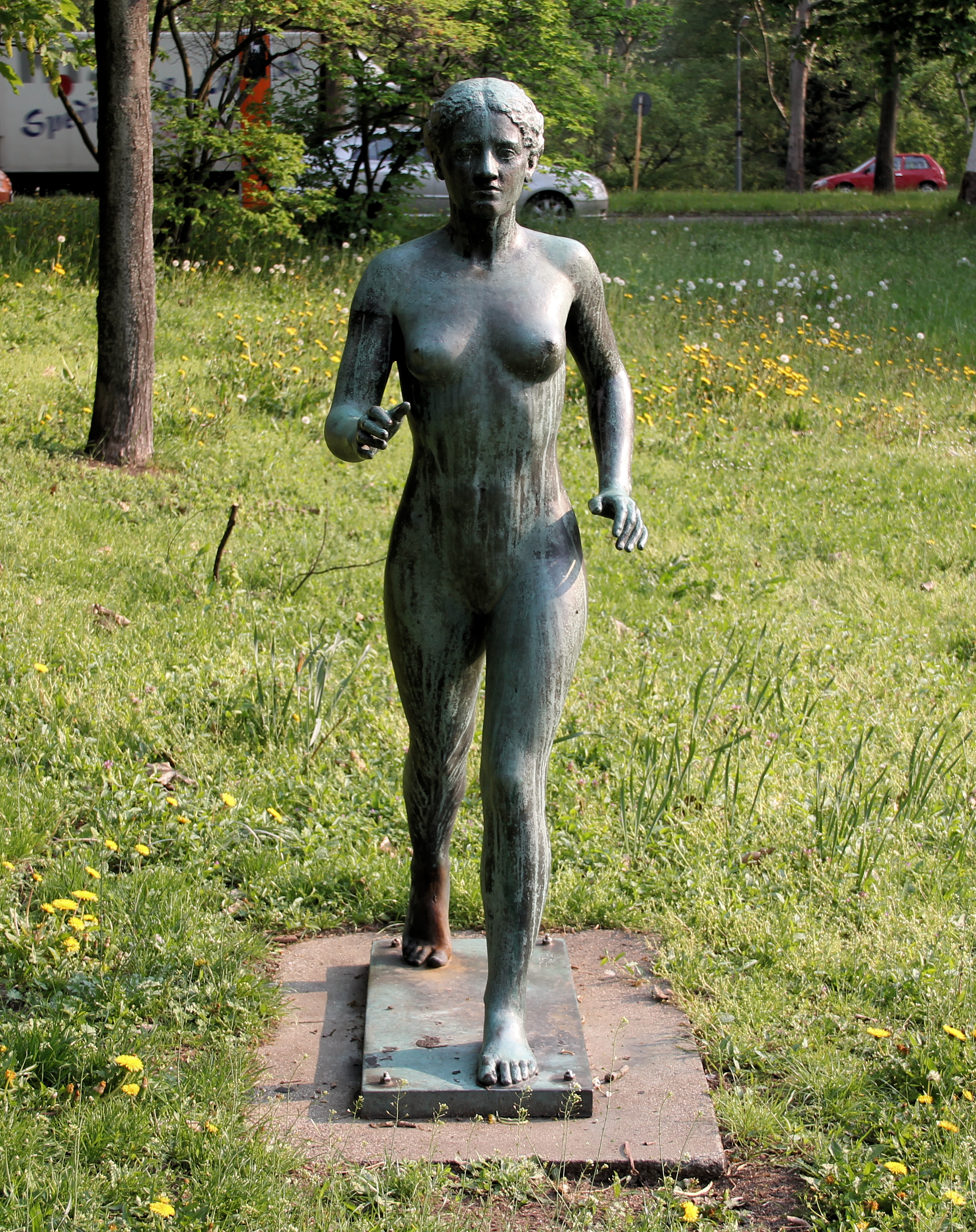
Schreitendes Mädchen in Berlin-Spandau 1932

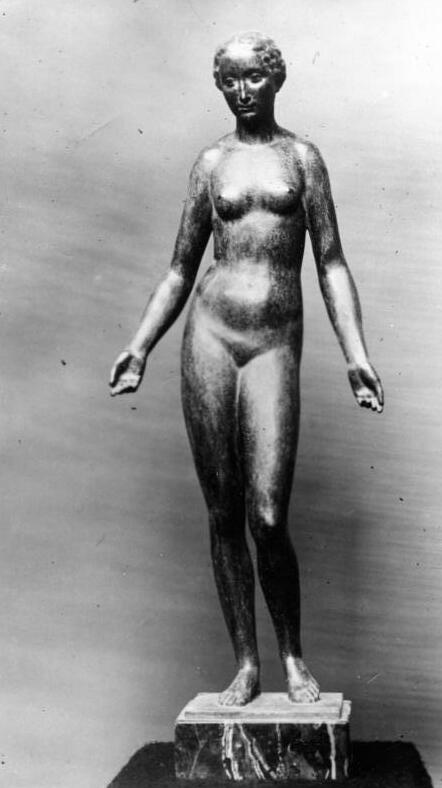
Schönheit 1926

Röll war der Sohn von Wilhelm Röll und Luise Greifzu. Er gehörte zu den Künstlern der Berliner Bildhauerschule und wurde maßgeblich von Adolf von Hildebrand beeinflusst. Von 1896 bis 1900 besuchte er die Kunstgewerbeschule in Nürnberg und war danach Gehilfe bei Gustav Eberlein und Johannes Götz. Von 1902 bis 1910 war er an der Akademischen Hochschule der Künste in Berlin unter Ludwig Manzel, Ernst Herter, Peter Breuer und hauptsächlich Gerhard Janensch. Für 1906/1907 erhielt er ein Stipendium der Adolf Menzel-Stiftung.
1909 bekam er den „Großen Staatspreis“ der Preußischen Akademie der Künste. Von 1911 bis 1914 lebte er in Rom, Atelier zuerst in der Villa Strohl-Fern, ab Oktober 1912 in der Villa Massimo (zeitweise zusammen mit Adolf von Hildebrand), erster Privatstipendiat von Eduard Arnhold. Er stellte auf bedeutenden Kunstausstellungen in Berlin, München, Rom und Wien aus. 1928 gewann er die silberne Medaille für deutsche Kunst in Düsseldorf. Außerdem wurde er mit dem Menzelpreis ausgezeichnet. Er arbeitete in Stein, Bronze und Holz.
Röll lebte in Berlin-Dahlem. Ab 1919 hatte er sein eigenes Atelier in Berlin, 1935 kaufte er das Atelier von August Gaul. In der Zeit des Nationalsozialismus war er Mitglied der Reichskammer der bildenden Künste. Für diese Zeit ist seine Teilnahme an 49 Ausstellungen sicher belegt. U. a. war er von 1937 bis 1941 auf allen Großen Deutschen Kunstausstellungen in München jeweils mit mehreren Werken vertreten, von den Hitler 1939 die Marmorstatue „Jünglingsfigur“ für 20 000 RM erwarb und 1940 der Reichsminister Hans Heinrich Lammers die Bronze-Plastik „Gänsepaar“ erwarben. 1934 leitete er die Große Berliner Kunstausstellung.

## Ausstellungsbeteiligungen (Auswahl)
- Große Berliner Kunstausstellungen 1901, 1902, 1904, 1906–1942
- Berliner Secession 1920, 1926
- Verein Berliner Künstler 1925–1941
- Akademie Berlin 1924–1941
- München 1904, 1907, 1908, 1911, 1912, 1925, 1930, 1932, 1935, 1936, 1937–1941
- Olympischer Kunstwettbewerb Berlin 1936
- Königsberg 1925, Rio de Janeiro 1928, Essen 1928, Düsseldorf 1928 (Silbermedaille), 1933, Wien 1909, 1932 (Ehrenmedaille), 1940, Rom 1912, 1913, Helsinki 1936, Warschau 1938, Zagreb und Bratislava 1942

## Werke (Auswahl)
- Sandalenbinder (Marmor, lebensgroß, 1939 gekauft von Hitler, 2004 bei Sotheby’s wieder aufgetaucht, nach Intervention zurückgezogen. 2008 im freien englischen Handel wieder aufgetaucht, seit Bericht über den ehemaligen Hitler-Besitz der Figur in The Art Newspaper vom 7. Juli 2008 ist sie wieder verschollen[6][7])
- Sandalenbinder, 1909 (Bronze, lebensgroß, Berlin/Lietzenseepark und Folkwang-Museum/Essen; dort auch ein „Schweinchen“)
- Verzweifelter, Rom 1912 (Bronze, lebensgroß, Berlin/Mariendorf, Heidefriedhof)
- Steinmädchen, 1913 (Muschelkalk, lebensgroß, Berlin-Grunewald)
- Kapitellfiguren in der Eingangshalle Ullstein-Druckhaus, Tempelhof, 1926
- Schreitende, 1932 (Bronze, lebensgroß, Berlin-Spandau)
- Läufer am Ziel, 1927 (Bronze, lebensgroß, Halle/S., Am Leipziger Turm)
- Nietzsche-Porträt, 1921 (Marmor, Goethe-Nationalmuseum, Weimar)
- Porträt Maler Ströher (Bronze, Hunsrück-Museum Simmern)
- Porträt Dr. Franke (Bronze, Siemens-Archiv)
- Stifterplakette Bronzerelief Porträt Eduard Arnhold, 1929 (Deutsche Akademie, Villa Massimo, Rom)
- Grabplastiken (Berlin: Luisenfriedhof II/Kriegergrab „Mutter Erde“, Parkfriedhof Lichterfelde, Friedhof Stahnsdorf, Dahlem – St. Annen-Friedhof; Hamburg-Ohlsdorf: Grab Fichtel, 1931[8])
- Grabstein einer Trauernden (Kriegerdenkmal in Kaltennordheim)
- Mutter und Kind (1938, lebensgroß, Berlin/Bahnhof Friedrichstraße, wurde 1960 das letzte Mal gesehen, seither verschollen)
- Rhönbäuerin (Holz, verschollen)
- Jung-Siegfried (überlebensgroß, Gips in Metall, 1942 erworben von der Stadt Berlin, verschollen)
- Brunnenanlage mit weiblicher Figur (verschollen)

In Privatbesitz: Porträtbüsten, Kleinplastiken, darunter Tierdarstellungen, mit denen er sich neben August Gaul behaupten kann.